# فلوروفورم
فلوروفورم (أو ثلاثي فلورو الميثان) هو مركب عضوي من مركبات ثلاثي هالو الميثان (الهالوفورم)، صيغته CHF3، ويوجد على شكل غاز عديم اللون.

## التحضير
يمكن أن يحضر المركب مخبرياً من تفاعل اليودوفورم مع فلوريد الزئبق الأحادي أو من تفاعل الكلوروفورم مع حمض الهيدروفلوريك:
{\displaystyle \mathrm {CHI_{3}+3\ HgF\longrightarrow \ CHF_{3}+3\ HgI} }
{\displaystyle \mathrm {CHCl_{3}+3\ HF\longrightarrow \ CHF_{3}+3\ HCl} }

## الخواص
يوجد المركب في الشروط القياسية على شكل غاز عديم اللون. وهو على العموم خامل كيميائياً ولا يتفاعل إلا مع المؤكسدات القوية.
يصنف الفلوروفورم من ضمن الغازات الدفيئة.

## الاستخدامات
كان الفلوروفورم يستخدم ضمن الغازات المبردة قبل أن يحظر استخدامه في هذا المجال لأسباب بيئية.